# Sindur

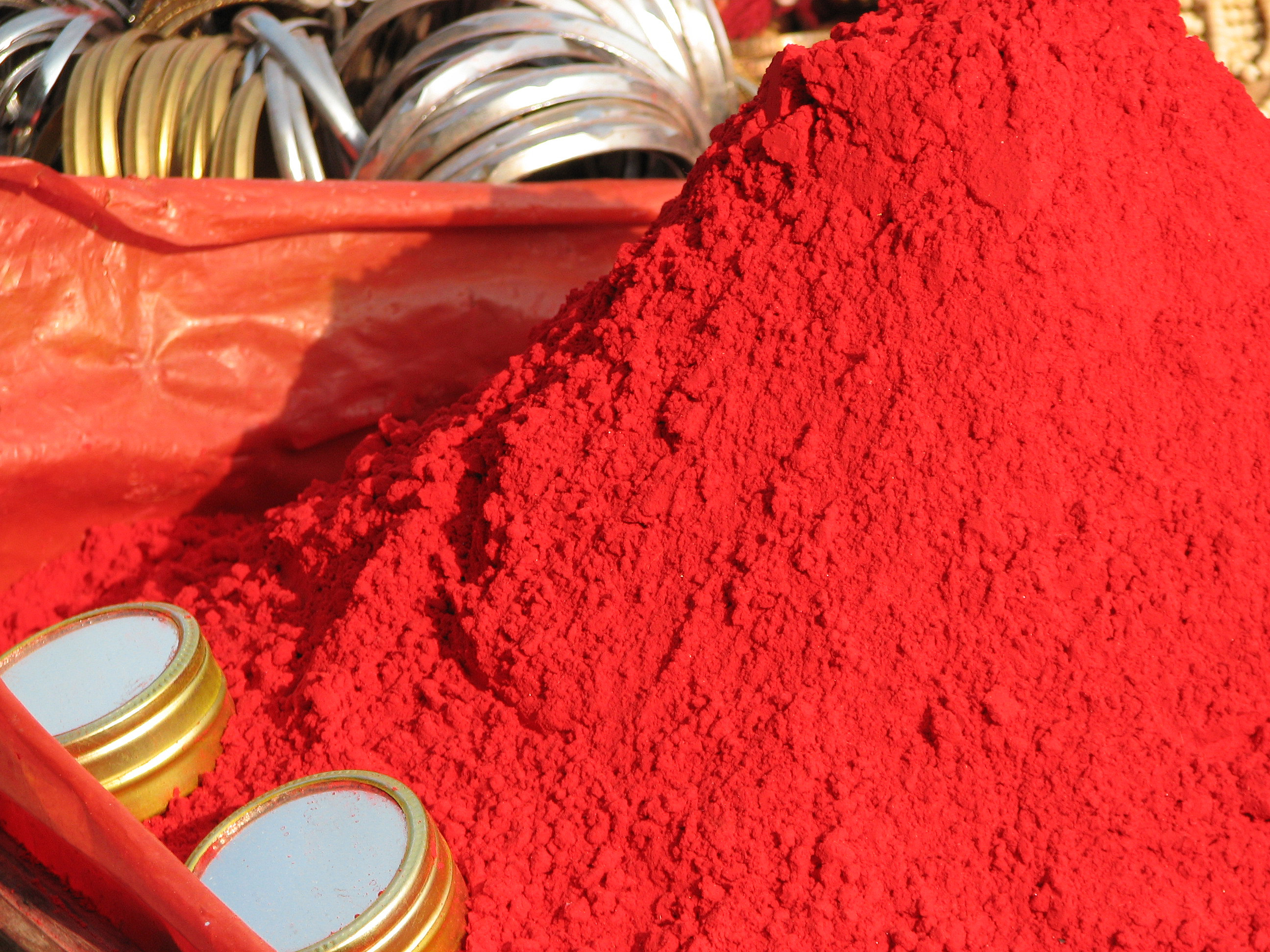
Sindur

Il sindur (in Hindi: सिन्दूर; in Urdu: سندور‎), chiamato anche sindooram (in Sanscrito, Telugu, Tamil, Kannada, Malayalam e Oriya, o Bengalese: সিঁদুর e Gujarati: સિંદૂર) è un impasto tradizionale realizzato con una polvere cosmetica di colore vermiglione (tonalità che va dal rosso al rosso-arancione) proveniente dall'India, solitamente utilizzata dalle donne sposate lungo la scriminatura dei capelli. L'utilizzo del sindur sottolinea l'essere sposata di una donna in molte comunità induiste, e l'interruzione nel suo utilizzo significa comunemente la vedovanza della donna a seguito della morte del coniuge.
Il principale componente del sindur tradizionale è la curcuma (nella sua variante longa). Il sindur commerciale contiene anche coloranti sintetici e prodotti chimici, alcuni dei quali, non essendo prodotti secondo gli standard adeguati, possono contenere tracce di mercurio e piombo.

## Applicazione del sindur

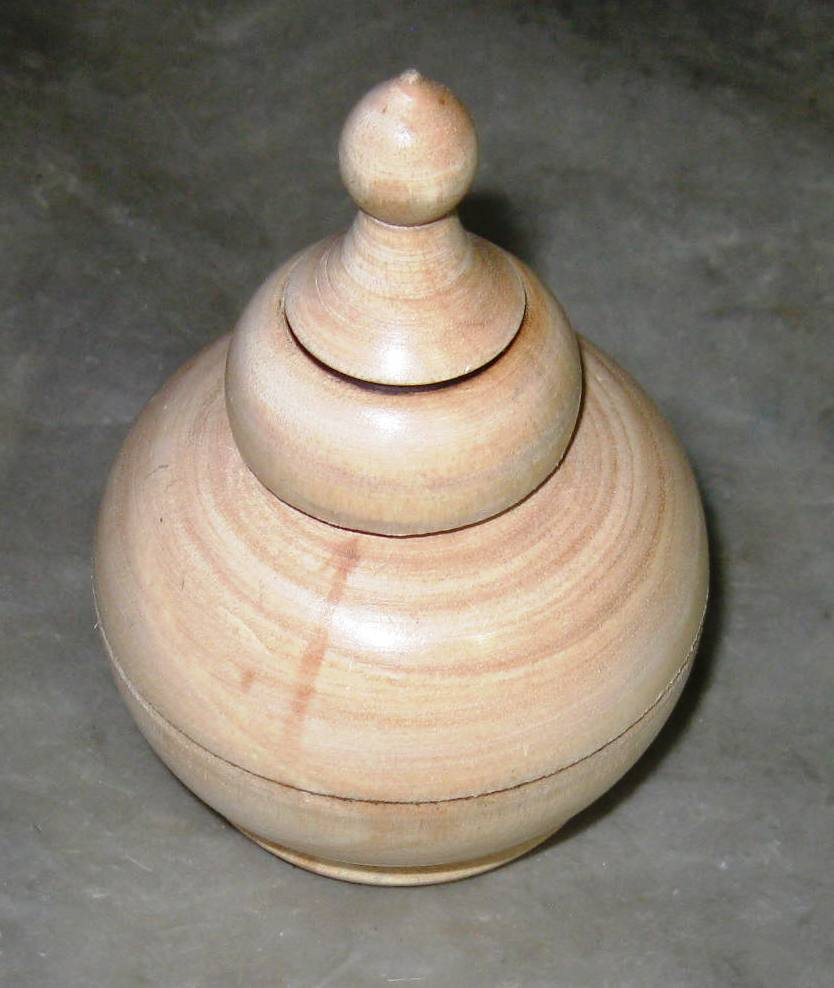
Scatola di legno Sindoor (Vermiglio)

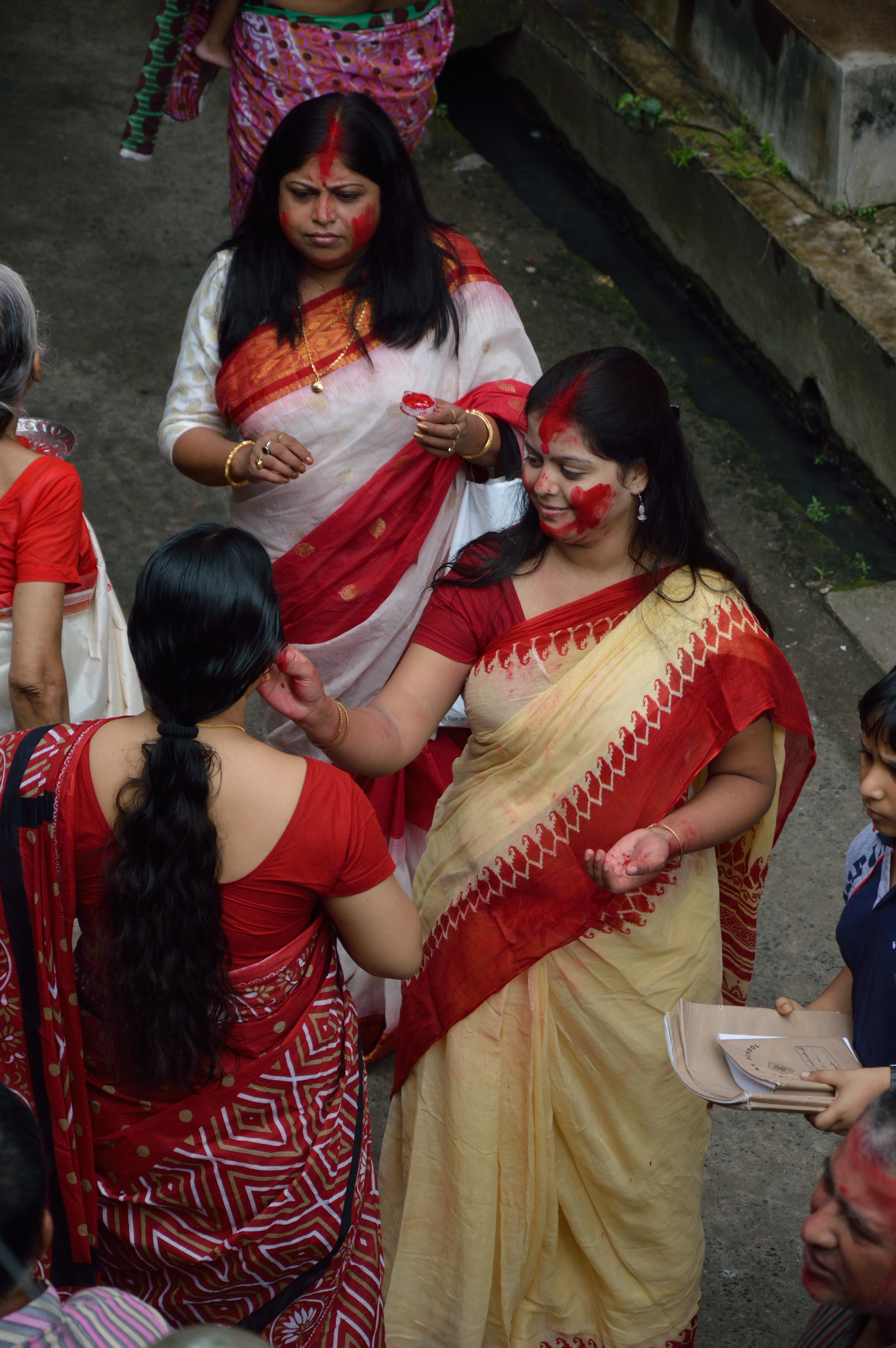
Donne con il sindur

Il Sindur è applicato tradizionalmente all'inizio o per tutta la lunghezza della scriminatura dei capelli di una donna (chiamata maang in Hindi) o come un punto sulla sua fronte ("bindi" in Hindi o "bottu" in Telugu). Il Sindur è il simbolo delle donne sposate nell'induismo: le donne non sposate portano il punto sulla fronte in diversi colori, ma non applicano mai il sindur sulla riga dei capelli; allo stesso modo, anche le vedove non portano il sindur, per marcare il fatto che il proprio marito non è più in vita.
Il sindur è posto per la prima volta sui capelli di una donna dal marito nel giorno del loro matrimonio, in una cerimonia chiamata Sindur Daanam. Dopo la prima applicazione, sta alla donna continuare ad utilizzare il sindur ogni giorno seguente.
Un simile rituale di colorazione è chiamato pasupu kumkuma, così detto in riferimento ad un altro nome del sindur, kumkuma (da cui il nostro curcuma).
La rimozione del sindur è estremamente significativa per una vedova, e vi sono molti rituali associati a questa pratica. Il più comune vede la suocera, o la cognata più anziana, togliere il sindur dal capo della vedova. Talvolta è la donna stessa a rimuovere il proprio sindur alla rottura del braccialetto nuziale, mentre in altri casi rimuoverà anche i propri anelli al naso e alle dita dei piedi.
La divisione della capigliatura e la colorazione sono elementi simbolici che rappresentano un fiume rosso sangue, portatore di vita. Quando il sindur viene rimosso, il fiume torna ad essere arido, secco e vuoto. Questo rituale è ancora predominante nelle aree rurali e viene rispettato da ogni casta e gruppo sociale.
Il sindur rosso è importante per la donna sposata perché rappresenta la sua identità ricca di colore, evidente anche nei vestiti indossati. La vedovanza porta la donna ad utilizzare un abbigliamento bianco più semplice, e a rimuovere ogni colore dal proprio volto, sindur incluso.
Modalità e stili di applicazione del sindur variano per scelta personale e tradizioni locali. Molte neo-spose cospargono l'intera scriminatura di sindur, mentre altre donne possono sceglie di applicare un semplice punto rosso alla fine della propria riga e sulla fronte. In tempi più recenti, le donne più giovani hanno iniziato ad utilizzare una forma triangolare sulla fronte con un vertice puntato verso il naso e un bindi di diamante per questioni di moda.

## Induismo

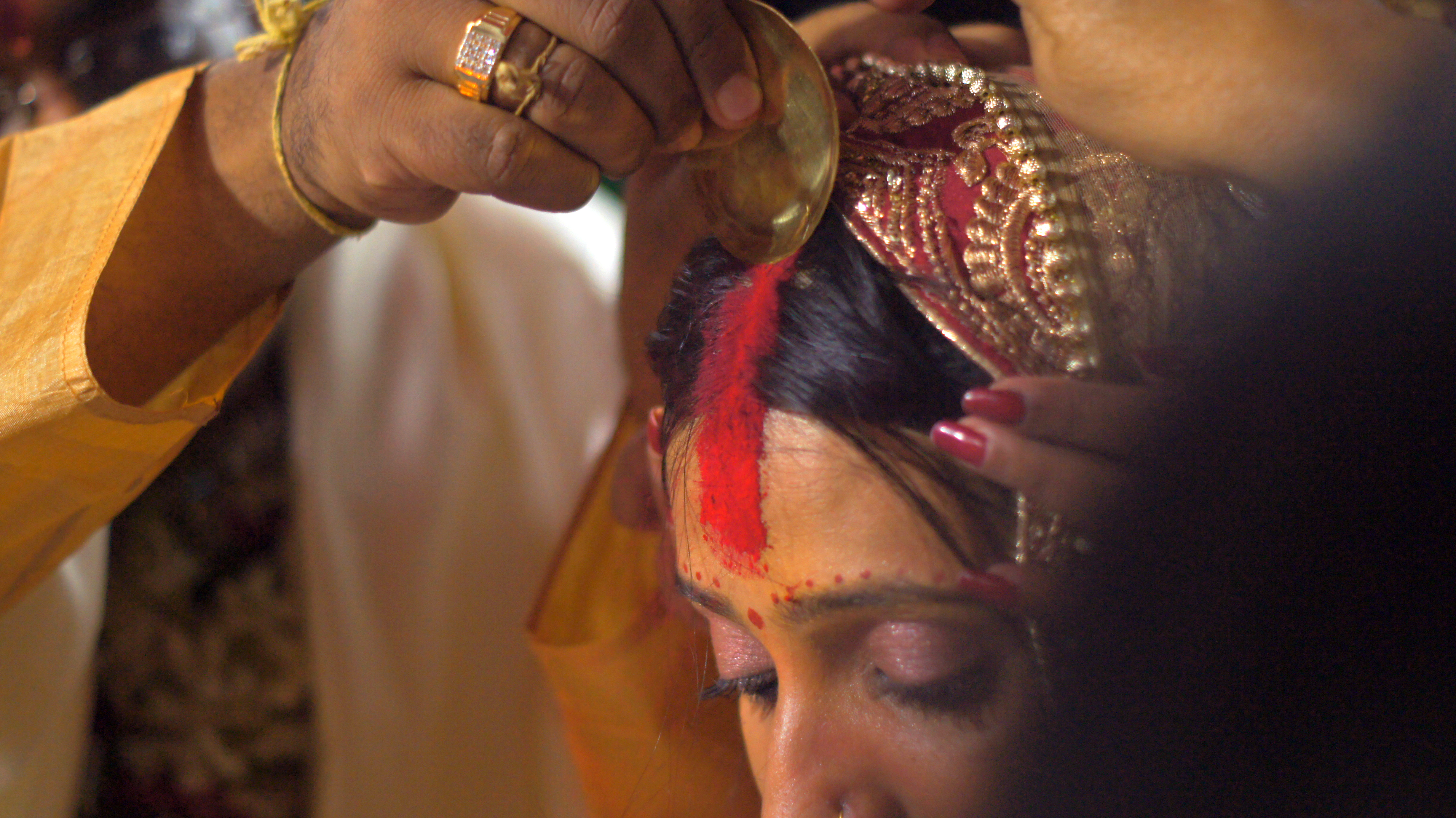
Il rituale dell'applicazione del sindur durante il matrimonio induista indiano

Alcune figure femminili scolpite a Mehrgarh, in Balucistan, sembrano dimostrare che la tradizione di applicazione del sindur sulla scriminatura dei capelli femminili fosse già presente nella cultura Harappa. Secondo le leggende indiane, Rādhā, consorte di Kṛṣṇa, utilizzò per prima la curcuma per tracciare il disegno di una fiamma sulla propria fronte. Nella famosa raccolta epica Mahābhārata, Draupadi, moglie di Pandava, rimuove il proprio sindur come gesto di rifiuto e disperazione per la carneficina di Hastinapur. L'uso del sindur è frequentemente menzionato anche nei purāṇa Lalitha Sahasranama e Soundarya Lahari.
Le donne giainiste applicano a loro volta il sindur, principalmente in città, mentre alle suore giainiste l'utilizzo di questo prodotto cosmetico è vietato. Mostrare il sindur è considerato molto importante anche per mostrare lo status di sposato del marito.
Vi sono poi diverse culture locali in cui il sindur viene applicato alla scriminatura da parte delle donne non sposate.
Come Adi Shankaracharya scrive nell'opera sanscrita Soundarya Lahari (Onde di bellezza):
Parivaha-sthrotah-saraniriva seemantha-saranih.

Vahanti sinduram prabala-kabari-bhara-thimira-.

Dvisham brindair bandi-krtham iva navin'arka kiranam.»
(Adi Shankaracharya, Soundarya Lahari, 44)
L'applicazione del sindur è essenzialmente una tradizione induista. Nel XIX secolo, il leader sufi Sharafuddin Maneri ha incoraggiato le donne musulmane in Bangladesh ad applicare il sindur. Un suggerimento severamente condannato dai movimenti riformisti.

## Composizione e preoccupazioni sulla tossicità

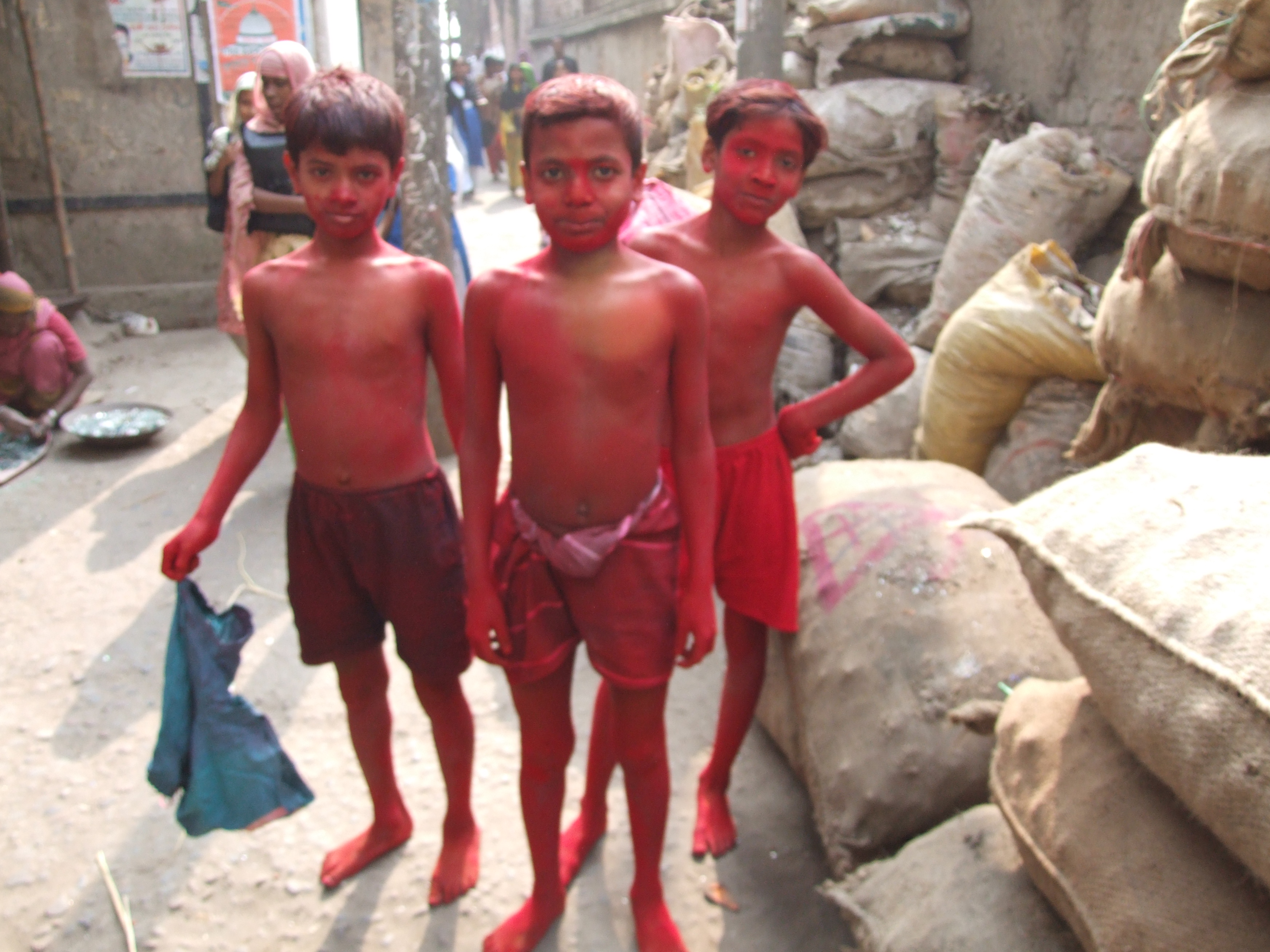
Bambini ricoperti da vermiglio chimico contenente mercurio in una fabbrica che sfrutta il lavoro minorile in Bangladesh

Il moderno sindur usa principalmente pigmenti rosso vermiglio o rosso-arancioni. Il vermiglio è la forma purificata e polverizzata del cinabro, vale a dire la forma con cui più frequentemente appare in natura il solfito di mercurio. Come in altri composti del mercurio, in sindur è tossico e deve essere maneggiato con cautela.
Talvolta, il piombo rosso (terossido di piombo, conosciuto anche come minio) viene aggiunto al sindur. Il piombo rosso è tossico ed è un noto cancerogeno per animali da laboratorio, per quanto la sua cancerogenità non sia stata ancora dimostrata nei confronti degli esseri umani. Il sindur tradizionale è fatto mescolando curcuma e allume o ossido di calcio, o altri ingredienti vegetali. A differenza del piombo rosso e del vermiglione, questi elementi non sono velenosi.
A inizio 2008, le accuse riguardanti l'alto contenuto di piombo portarono la Food and Drug Administration statunitense a chiedere il ritiro di diversi lotti di sindur, provenienti da svariati produttori.

## Nella cultura di massa

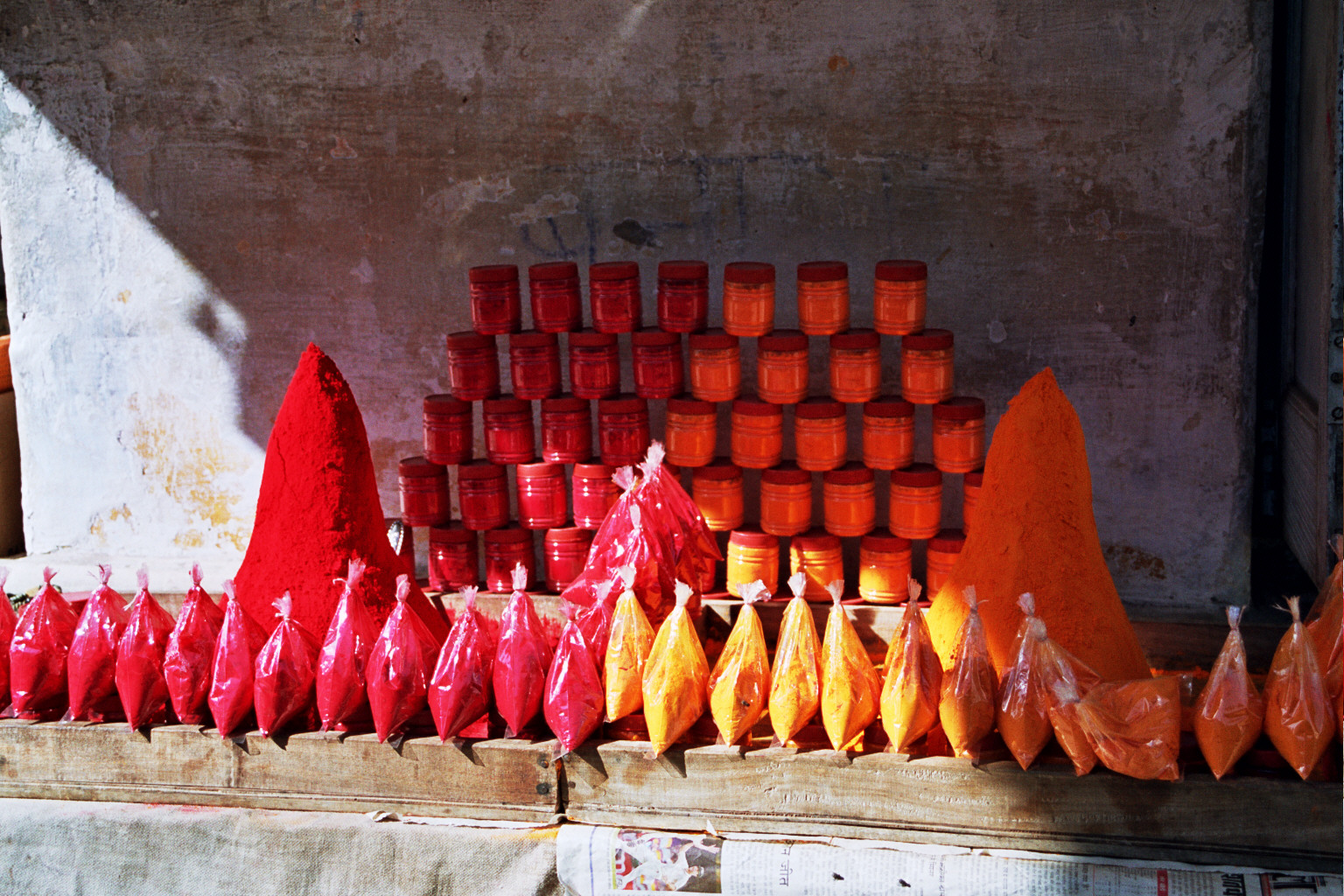
Negozio che vende il sindur in Pushkar, Rajasthan

Il sindur è presente in molti film e spettacoli indiani: tra di essi Sindoor Tere Naam Ka e Sindor (1987), che ruotano intorno al significato rituale del cosmetico, il film Telugu Sindooram (1979) e Rakta Sindhuram (1985).